# Suchá Belá
Suchá Belá je nejznámější[zdroj?] úžina v Slovenském ráji.

## Přírodní podmínky
Roklina se nachází v severní části Slovenského ráje v blízkosti turistického centra Podlesok.
Celou roklí protéká stejnojmenný potok, který pramení na vrcholu a vlévá se do Velkej Bielej vody, která je přítokem Hornádu. Rokle dlouhá přibližně 4 kilometry a je orientována severním směrem. Nejznámější vodopády jsou Okienkový vodopád a Korytový vodopád, které se nacházejí ve střední části úžiny.

## Turistika
Suchá Belá je nejnavštěvovanější úžina v této oblasti, jak pro svou přístupnost, tak i pro vysokou koncentraci vodopádů a exponovaných míst na krátkém úseku. Pro její oblíbenost se při průchodu tvoří před žebříky a jinými pomůckami fronty. Před vlastním průchodem kolem vodopádů vede trasa mokrým korytem řeky. Průchod úžinou je povolen pouze proti toku potoka směrem vzhůru po zelené turistické trase.

## Chráněné území
Suchá Belá je národní přírodní rezervace v oblasti Slovenský ráj. Nachází se v katastrálním území obce Hrabušice v okrese Spišská Nová Ves v Košickém kraji. Území bylo vyhlášeno či novelizováno v roce 1976 na rozloze 153,52 ha. Ochranné pásmo nebylo stanoveno.